# لیسا رابرتس گیلان
لیسا رابرتس گیلان (انگلیسی: Lisa Roberts Gillan؛ زادهٔ ۱ ژانویهٔ ۱۹۶۵) یک هنرپیشه اهل ایالات متحده آمریکا است. وی از سال ۱۹۸۸ میلادی تاکنون مشغول فعالیت بوده‌است.
از فیلم‌ها یا برنامه‌های تلویزیونی که وی در آن نقش داشته است می‌توان به خدمتکاری در منهتن اشاره کرد.